# Großwallstadt

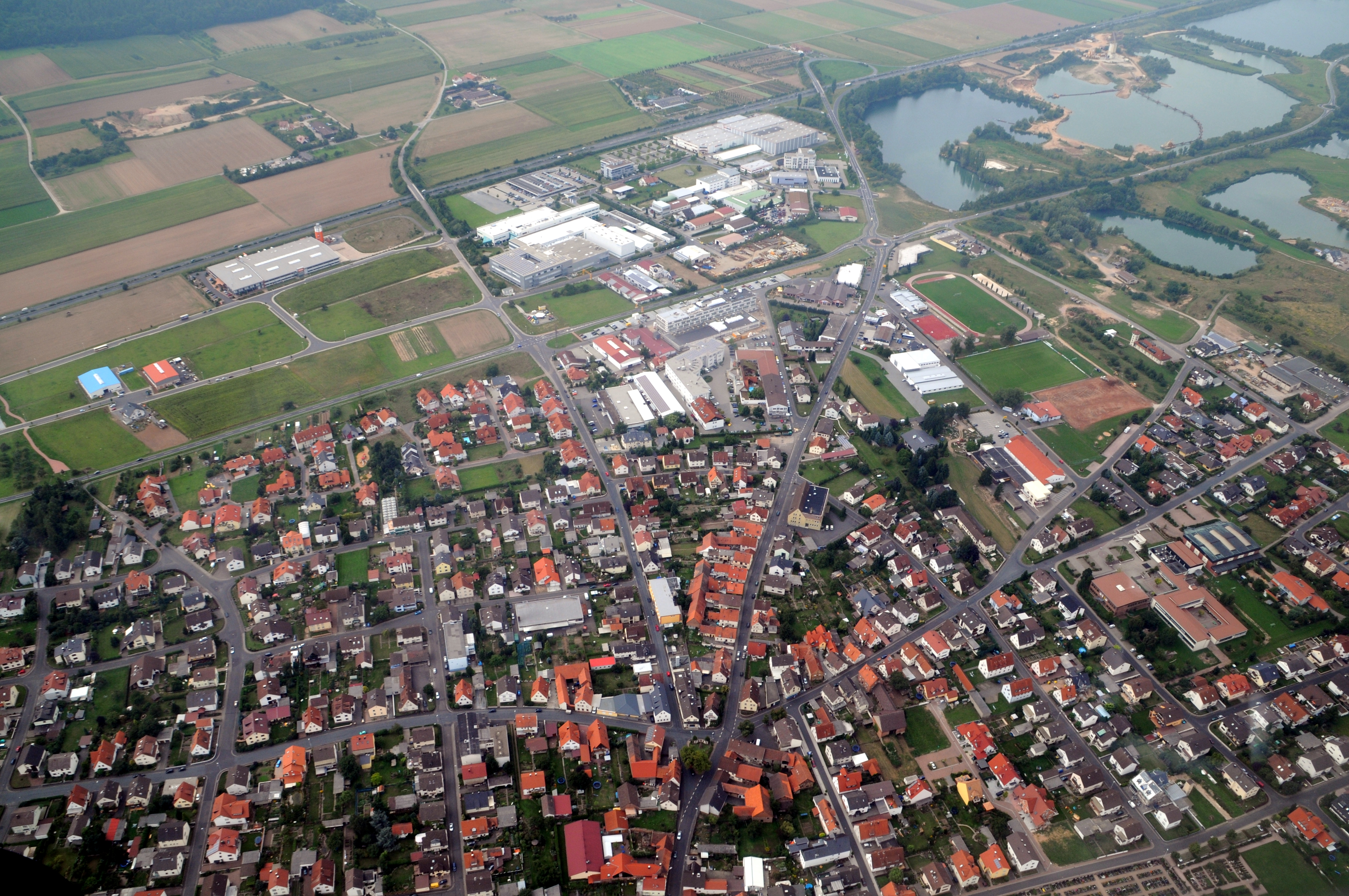
Luftbild (2008)

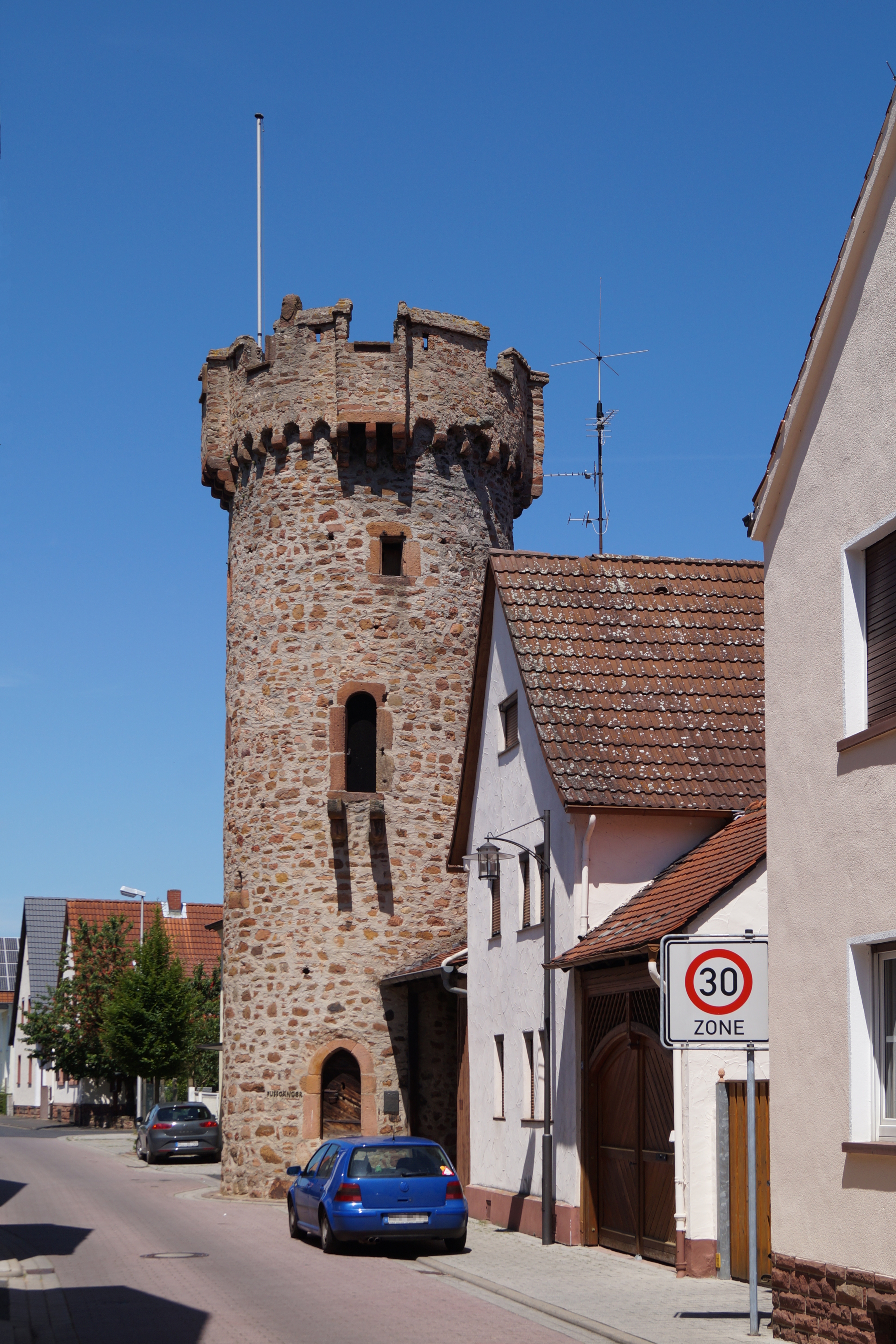
Runder Turm – Teil der alten Ortsbefestigung

Großwallstadt ist eine Gemeinde und ein Pfarrdorf im unterfränkischen Landkreis Miltenberg.

## Geografie

### Geografische Lage
Großwallstadt liegt in der Region Bayerischer Untermain direkt am linken Mainufer und ist knapp 20 km südlich von Aschaffenburg entfernt. Der topographisch höchste Punkt der Gemeindegemarkung befindet sich mit 288 m ü. NHN am Nordosthang der Altmauerhöhe, der niedrigste liegt im Main auf 112,5 m ü. NHN.

### Gemeindegliederung
Es gibt nur einen Gemeindeteil und eine Gemarkung.

### Nachbargemeinden
|                    | Gemeinde Niedernberg                        | Markt Sulzbach am Main |
|                    | Kompassrose, die auf Nachbargemeinden zeigt | Markt Kleinwallstadt   |
| Gemeinde Mömlingen | Stadt Obernburg am Main                     | Markt Elsenfeld        |

### Ausdehnung
Das Gemeindegebiet dehnt sich mit dem Baugebiet „Am Wellenhäuschen“ und "Frohnhallenweg" nach Süden aus, da es im Norden von der Seenplatte, im Osten vom Main und im Westen durch die B469 begrenzt wird. Die letzte größere Ausdehnung fand durch das Baugebiet „Paradiesäcker“ an der Grenze der Seenplatte statt.

## Name

### Etymologie
Der Name Großwallstadt setzt sich aus den althochdeutschen Wörtern Walah für Romane und stat für Wohnstätte zusammen. Als Erklärung ergibt sich daraus Wohnstätte der Romanen. Die zeitweise verwendeten Namenszusätze Groß und Königs sowie die latinisierten Differenzierungen maior bzw. major (der größere), regis (des Königs), trans Morgum (über dem Main) und ex ista parte Mogi (von diesem Mainteil) sollten es von Kleinwallstadt unterscheiden. Der Zusatz Königs bezieht sich auf die Grundherrschaft des Königs.

### Frühere Schreibweisen
Frühere Schreibweisen des Ortes aus diversen historischen Karten und Urkunden:
| - 1000 Ualohostat - 1131 Walenstat - 1181 Walhestat - 1219 Walhestad maiori - 1248 Walinstatt - 1261 Walhenstat - 1272 Walestad | - 1276 Walhestat - 1282 Walhestad trans morgum - 1297 Walinstat ex ista parte Mogi - 1298 Walhestad major - 1306 Kunigiswalstad - 1312 Walhestad maiori - 1341 Walherstad maior | - 1344 grozzen Walstat - 1345 Großen Walstad - 1383 Großinwalstad - 1403 Walstad Regis - 1504 Walstat Regis - 1532 Groß Walstat - 1740 Großwallstatt - 1805 Großwallstadt |

## Geschichte
Als Teil des oberen Erzstiftes Mainz fiel Großwallstadt bei der Säkularisation 1803 an das neu gebildete Fürstentum Aschaffenburg, mit welchem es 1814 (jetzt ein Departement des Großherzogtums Frankfurt) an Bayern fiel.
Im Jahr 1862 wurde das Bezirksamt Obernburg gebildet, auf dessen Verwaltungsgebiet Großwallstadt lag. Wie überall im Deutschen Reich wurde 1939 die Bezeichnung Landkreis eingeführt. Großwallstadt war nun eine der 35 Gemeinden im Landkreis Obernburg am Main. Mit der Auflösung des Landkreises Obernburg kam Großwallstadt am 1. Juli 1972 in den neu gebildeten Landkreis Miltenberg.

## Bevölkerung

### Einwohnerentwicklung
- 1900: 1078 Einwohner
- 1925: 1425 Einwohner
- 1950: 2284 Einwohner
- 1961: 2466 Einwohner
- 1970: 3011 Einwohner
- 1980: 3345 Einwohner
- 1990: 3438 Einwohner
- 1995: 3897 Einwohner
- 2000: 3994 Einwohner
- 2005: 4063 Einwohner
- 2010: 4131 Einwohner
- 2015: 4118 Einwohner
- 2020: 4090 Einwohner
- 2021: 4080 Einwohner
- 2022: 4130 Einwohner
- 2023: 4097 Einwohner

Im Zeitraum 1980 bis 2023 stieg die Einwohnerzahl von 3345 auf 4097 um 752 Einwohner bzw. um 18,35 %.
(Quelle: BayLfStat)

### Nationalitäten
In Großwallstadt lebten im Jahr 2023 insgesamt 574 Nichtdeutsche aus 52 verschiedenen Staaten. Dies entspricht etwa 7,3 % der Gesamtbevölkerung in Großwallstadt. Die meisten ausländischen Einwohner kommen aus der Türkei (186 Personen).

### Kurioses
Die Großwallstädter und die Kleinwallstädter beschimpften sich über den Main hinüber und herüber als „Pollacken“. Dieser Ortsneckname hat eine positive wie negative Bedeutung; wurden doch die Studenten der königl. Forstlichen Hochschule Aschaffenburg nach ihrer Couleur „Forstpollacken“ genannt. In ihrer feschen Wichs bereicherten sie das Stadtbild Aschaffenburgs und Umgebung.
Zu heißen und ganzen („haas und gans“) Kartoffeln wurde Käs-Matte (Quark) gegessen. Hierauf ist der Ortsneckname „Matteköpp“ zurückzuführen.
Beim Umstechen des Nutzgartens mit dem Spaten gibt es immer noch einen kleinen Schlag auf die Erdscholle, um sie zu zerkleinern. Das konnten die Großwallstädter am besten, deshalb wurden sie auch die „Schollekläpperer“ genannt.

## Politik

### Bürgermeister
In der Bürgermeister- und Gemeinderatswahl am 2. März 2008 wurde Roland Eppig (Freie Wähler) zum Ersten Bürgermeister gewählt. Bei der Wahl am 16. März 2014 wurde er in seinem Amt bestätigt. In der Wahl am 15. März 2020 wurde er für weitere sechs Jahre zum Bürgermeister gewählt.
Vorgänger:
- 2002–2008: Reinhold Köhler (CSU)
- 1990–2002: Erich Hein (CSU)
- 1969–1990: Walter Vogel (CSU)
- 1966–1969: Linus Geis (CSU)
- 1956–1966: Bruno Köhler (SPD)
- 1945–1956: Konrad Markert (CSU)

### Gemeinderat
Der 16-köpfige Gemeinderat setzt sich seit der Bürgermeister- und Gemeinderatswahl vom 15. März 2020 aus sechs Mitgliedern der Freien Wähler (FW), vier Mitgliedern der Christlich-Sozialen Union in Bayern (CSU), vier Mitgliedern der BfG (Bürger für Großwallstadt) und zwei Mitgliedern der Sozialdemokratischen Partei Deutschlands (SPD) zusammen.

### Wappen
| Wappen von Großwallstadt | Blasonierung: „In Rot eine goldene Krone mit zwei perlen-besetzten Bügeln und einem goldenen Kreuz, den silbernen Großbuchstaben W einschließend.“ |
| Wappen von Großwallstadt | Wappenbegründung: Das Wappen ist von einem Ortszeichen aus dem Jahr 1755 abgeleitet, das auf der Fassade der Pfarrkirche abgebildet ist. Die Krone und der Großbuchstabe „W“ weisen auf den früheren Ortsnamen „Walstad regis“ hin. Großwallstadt liegt an der Stelle eines römischen Gutshofes und führt seit karolingischer Zeit den Ortsnamen „Walstadt regis“. Die Farben Silber und Rot verweisen auf die einstige Landesherrschaft des Kurstaates Mainz. Dieses Wappen wird seit 1957 geführt. |

### Haushalt
Der Gesamthaushalt der Gemeinde betrug im Jahr 2023 26.268 Millionen Euro und 2022 25.985 Millionen Euro.
Die Pro-Kopf-Verschuldung konnte von 2007 bis 2012 von 333 auf 10 Euro gesenkt werden; der Landesdurchschnitt in Unterfranken erhöhte sich im selben Zeitraum von 656 € auf 706 €. Seit 2013 ist die Pro-Kopf-Verschuldung Null und die Gemeinde schuldenfrei.

## Kultur und Sehenswürdigkeiten

### Fränkischer Rotweinwanderweg
Der Fränkische Rotwein Wanderweg hat eine Gesamtlänge von ca. 70 km und startet in Großwallstadt. Der Weg wurde in 6 Etappen eingeteilt, wobei die längste Etappe 15,3 km beträgt.

### Heimatmuseum
Die Heimschneiderei in Großwallstadt begann etwa um 1880. Es ist eine der vielen Handarbeiten, die in diesen Jahren typisch für die deutsche Wirtschaft waren. Im Museum sind neben dem Nachbau einer Heimarbeiterwerkstatt auch landwirtschaftliche Geräte und eine historische Küche mit Waschkessel zu sehen.
Ausstellungsgegenstände:
- Heimschneiderwerkstatt um 1910
- Heimschneiderwerkstatt um 1935
- Kartoffelabteilung und landwirtschaftliche Geräte
- Weinbaugeräte
- Korbflechter
- historische Küche mit Waschkessel
- Sammlung alter Musikinstrumente

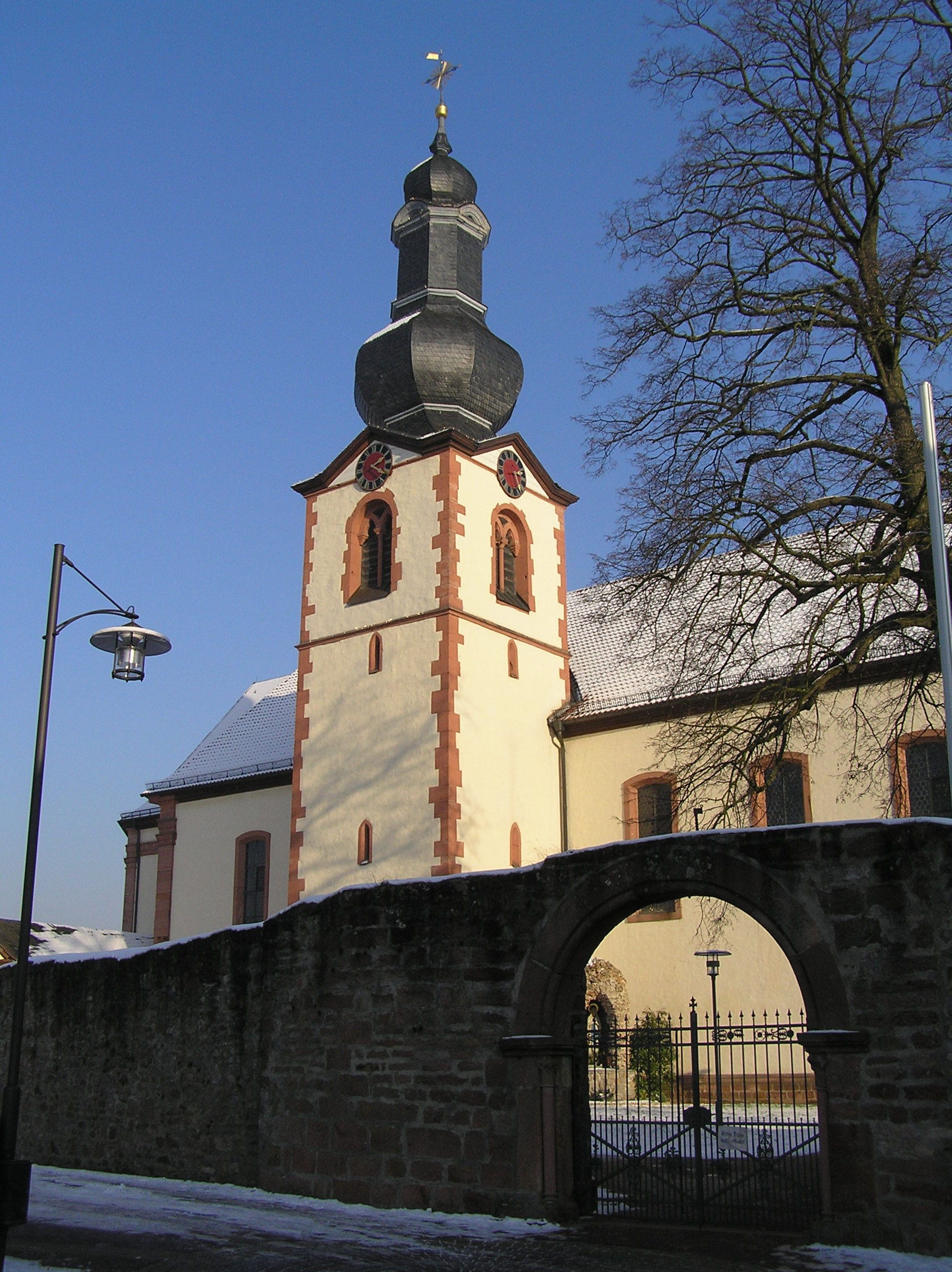
Pfarrkirche St. Peter und Paul
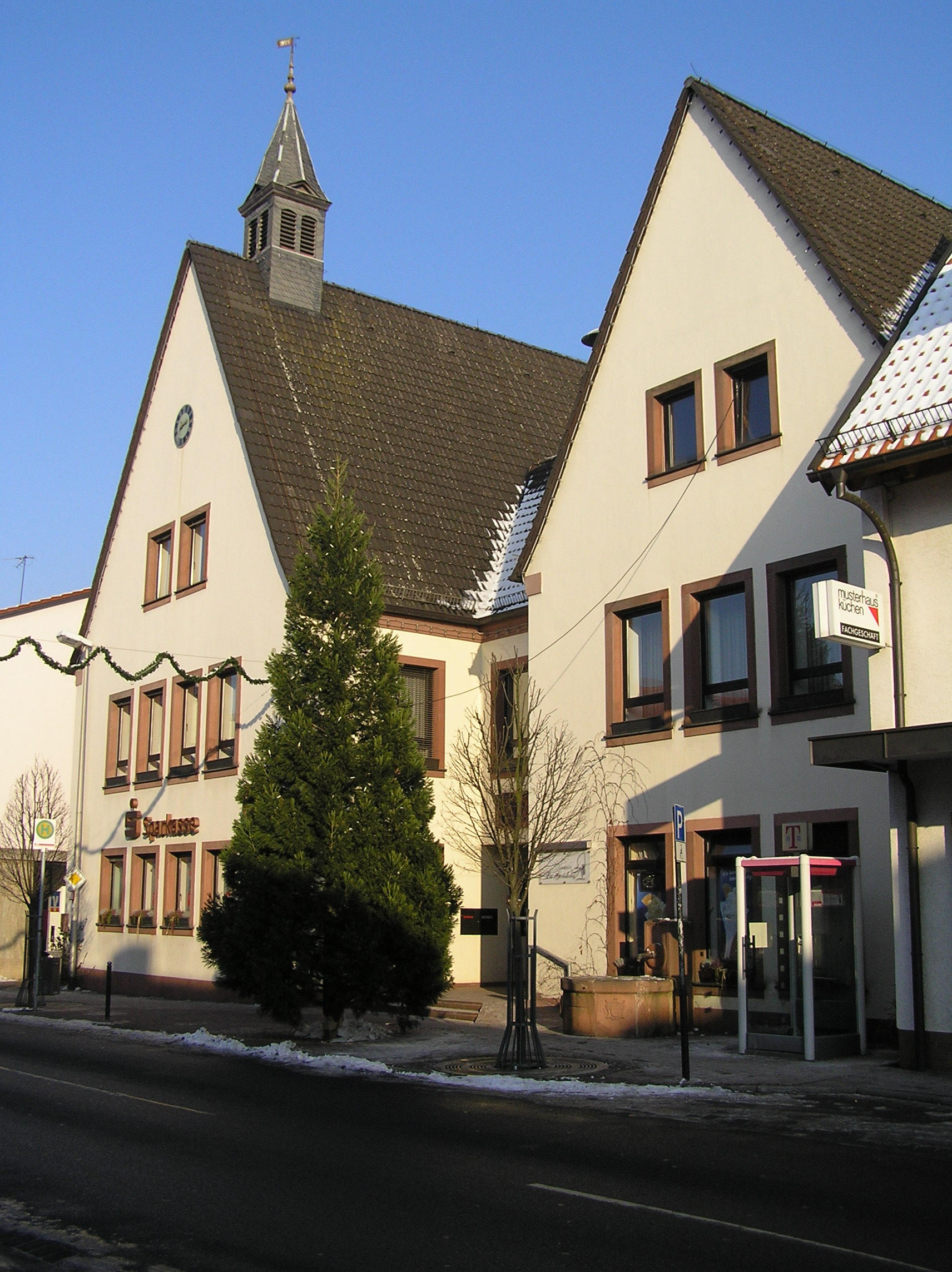
Rathaus
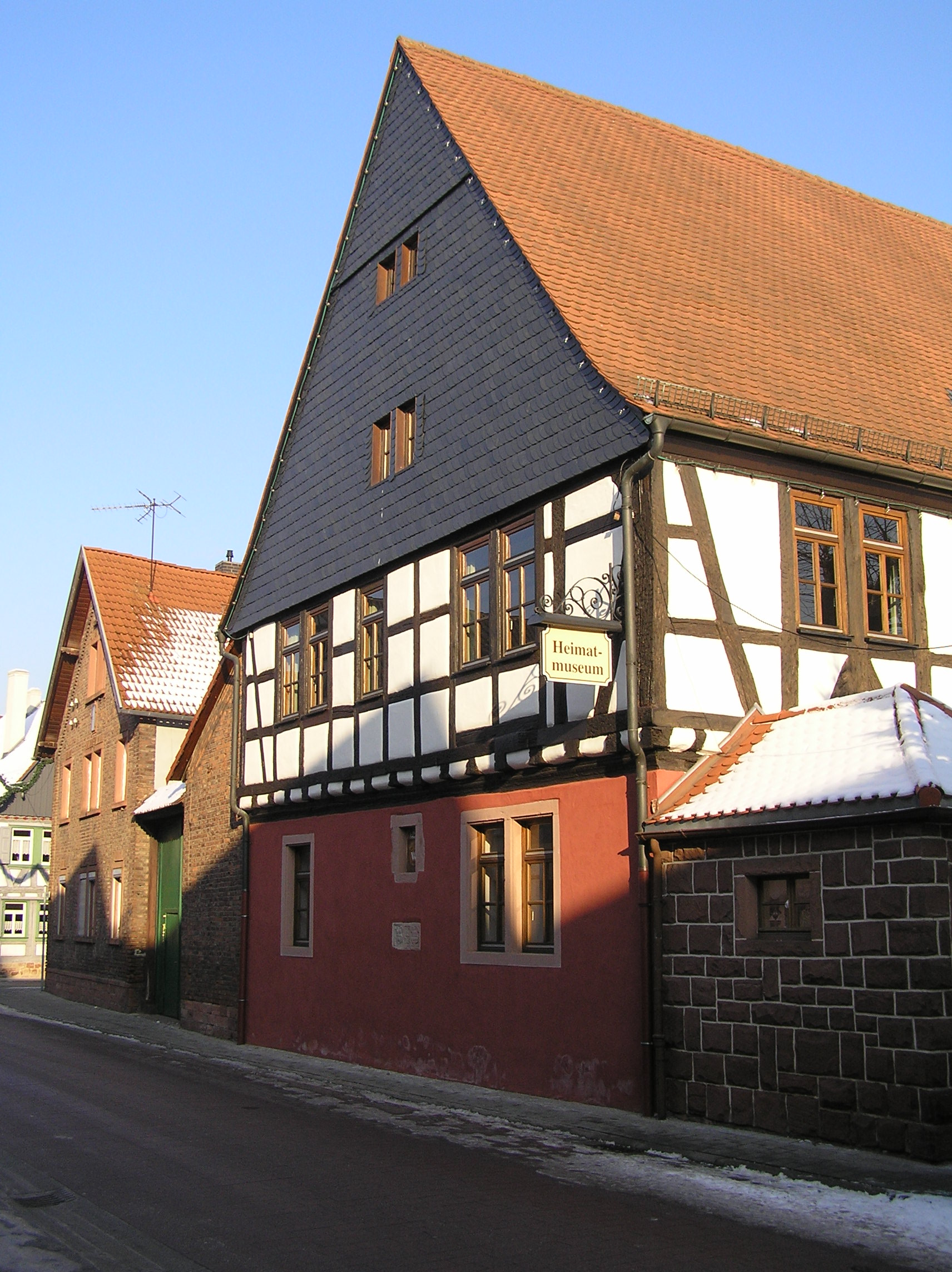
Heimatmuseum
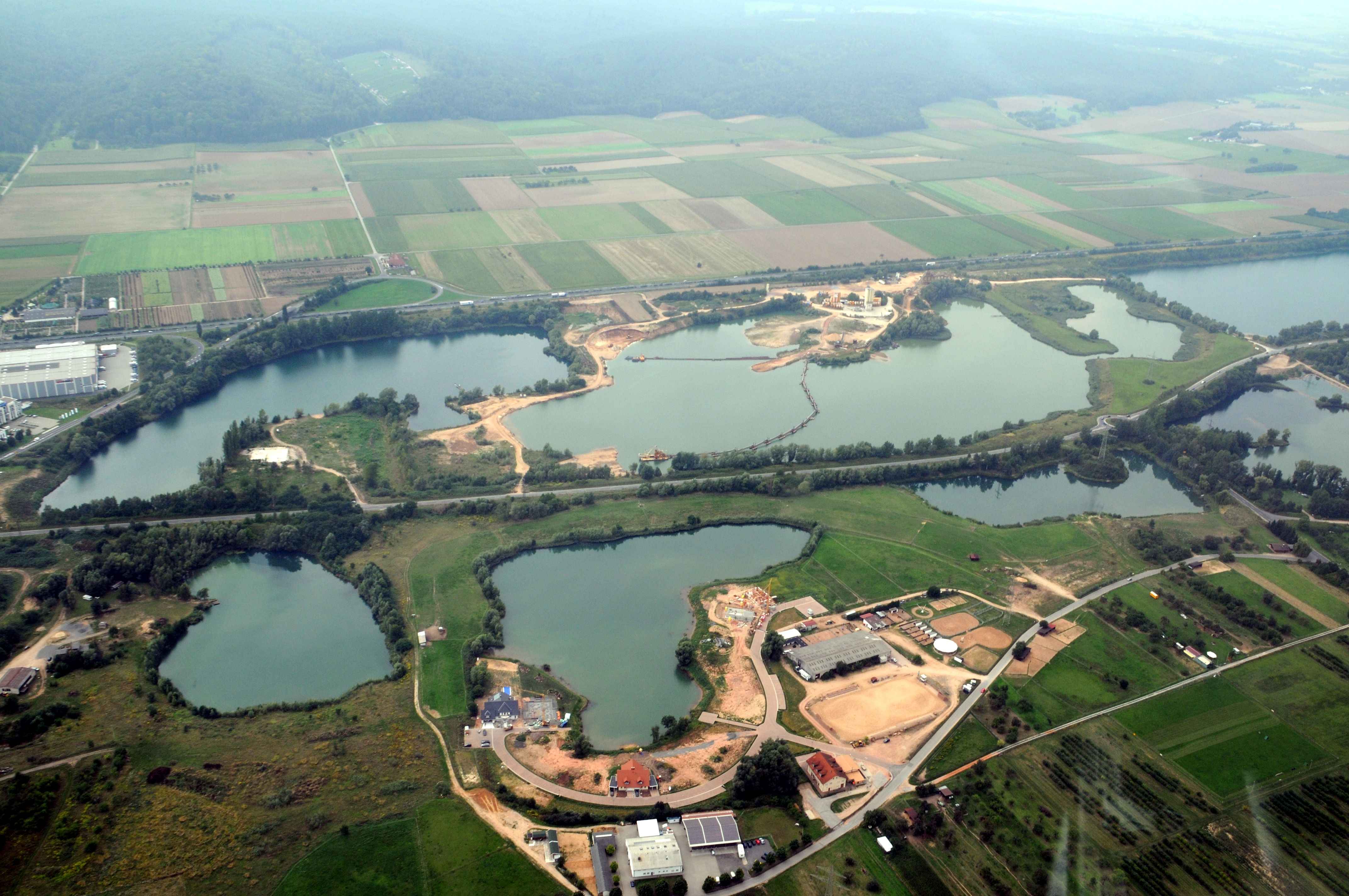
Luftbild 2008

### Sport
Der TV 1888 Großwallstadt war bis 2013 der einzige ständige bayerische Vertreter in der Handball-Bundesliga der Herren. Der Verein war 1978 bis 1981, 1984 und 1990 sechsmal Deutscher Meister. Zurzeit spielt der Verein in der 2. Handball-Bundesliga.

## Wirtschaft und Infrastruktur

### Wirtschaft einschließlich Land- und Forstwirtschaft

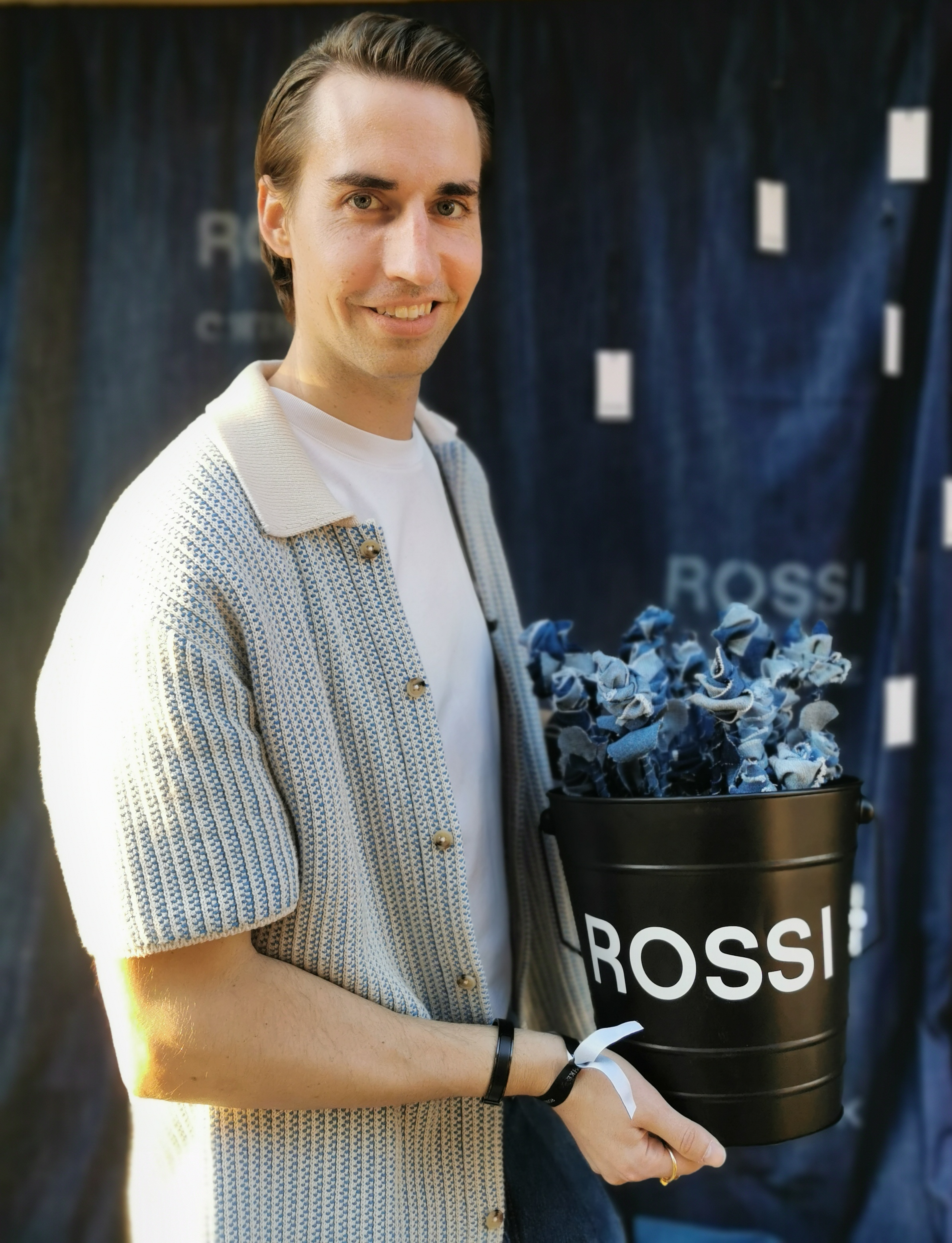
Tobias Schellenberger (2025), Geschäftsführer der Schera GmbH

Größter Arbeitgeber am Ort mit ca. 2200 Mitarbeitern ist die Ciba Vision/Alcon, die sich mit der Forschung, Entwicklung, Herstellung und Vermarktung von Kontaktlinsen und Kontaktlinsenpflegemitteln beschäftigt.
Großwallstadt ist eine der am Main liegenden Ortschaften, die sich zum Zweck einer gemeinsamen Wirtschafts- und Tourismusförderung unter dem Namen „Churfranken“ in einem 2007 gegründeten Verein zusammengeschlossen haben.
In Großwallstadt befinden sich mehrere Weinbaubetriebe, die bekanntesten örtlichen Weinbaulagen sind das Lützeltal und das Pitztal. Der Weinbauverein Großwallstadt zählt 70 Mitglieder und wurde im Jahr 1922 gegründet.
Es gab 2020 nach der amtlichen Statistik im Bereich der Land- und Forstwirtschaft 13, im produzierenden Gewerbe 1956 und im Bereich Handel, Verkehr und Gastgewerbe 528 sozialversicherungspflichtig Beschäftigte am Arbeitsort. In sonstigen Dienstleistungsbereichen waren am Arbeitsort 1262 Personen sozialversicherungspflichtig beschäftigt. Sozialversicherungspflichtig Beschäftigte am Wohnort gab es insgesamt 1838. Im verarbeitenden Gewerbe gab es sieben Betriebe mit im Allgemeinen 20 oder mehr Beschäftigten, im Bauhauptgewerbe fünf Betriebe. (Quelle: BayLfStat, Statistik kommunal 2021 - Großwallstadt)

### Öffentliche Einrichtungen
- Zwei Kindergärten (mit Hort und Krippe)
- Kardinal-Döpfner-Schule (Grund- und Mittelschule mit Ganztagsschule)
- katholische öffentliche Bücherei
- Volkshalle
- Sporthalle

### Verkehr
Großwallstadt ist über die B 469 an die Autobahnen A 3 und A 45 angebunden.

### Feuerwehr
Bereits Mitte des 17. Jahrhunderts gab es die erste Pflichtfeuerwehr in Großwallstadt. Der erste namentlich bekannte Kommandant Georg Eppig wurde am 1. April 1880 von 72 Kameraden gewählt. 1899, mit Bau eines neuen Rathauses, zog die Feuerwehr im Erdgeschoss ein. Bis 1964 dienten der Feuerwehr Schlauchanhänger und diverse Pumpen. Erst 1964 wurde das erste Löschfahrzeug, ein TLF16 der Firma Magirus beschafft. Zehn Jahre später folgte ein LF8 als Löschfahrzeug. Zur Rettung von Personen aus höheren Stockwerken wurde 1979 eine Anhängeleiter AL 16/4 angeschafft. 1980 traten die ersten Feuerwehrfrauen der Freiwilligen Feuerwehr Großwallstadt bei. 1989 wurde mit der Neubau des Feuerwehrhauses an der Quellenstraße begonnen, welches bereits ein Jahr später bezogen werden konnte. 2008 ist das LF8 durch ein modernes Hilfeleistungsgruppenlöschfahrzeug HLF 20/16 ersetzt worden. Mit dem Jahre 2011 wurde das erste gebrauchte Wechselladerfahrzeug beschafft. Seitdem wurden für das Fahrzeug diverse Abrollbehälter dazugekauft. 2017 ist das Feuerwehrhaus an der Quellenstraße um weitere sechs Stellplätze erweitert worden. Weiterhin erfolgte der Neubau des Sozialtrakts. Im gleichen Jahr wurde auch noch ein zweites Wechselladerfahrzeug beschafft. Seit 2022 ist die Anhängeleiter durch einen modernen Teleskopgelenkmast TGM 32 ersetzt worden, dieser ist seit Januar 2023 im Dienst.
Zu Beginn des Jahres 2023 stehen der Feuerwehr Großwallstadt sieben Fahrzeuge (MZF, TGM, HLF, TLF, TSF-W, WLF1, WLF2) zur Verfügung. Um eine hohe Einsatzflexibilität aufzuweisen, verfügt die Feuerwehr über acht Abrollbehälter (AB-Umwelt, AB-Tank-Wasser-Schaum, AB-Aufenthalt, AB-Sonderlöschmittel, AB-Mulde, AB-Wasserfördersystem, AB-Strom-Licht, AB-Logistik), die auf die beiden Wechselladerfahrzeuge gezogen werden können. Weiterhin sind fünf Anhänger (Mehrzweckanhänger, Schlauchanhänger, Verkehrssicherungsanhänger, Verstärkerpumpe Wasserfördersystem, Containeranhänger) im Einsatzdienst.
Die Feuerwehr Großwallstadt ist über die Leitstelle Bayrischer Untermain in Aschaffenburg alarmierbar. Jährlich hat die Feuerwehr rund 70 Einsätze, die von rund 50 Kameraden und Kameradinnen abgearbeitet werden. Zum Einsatzgebiet gehört der Ortskern sowie das Industriegebiet. Weiterhin zählt die Ortsumgehungsstraße und die B469 zu den Einsatzschwerpunkten. Durch das umfangreiche Abrollbehältersystem und den Teleskopgelenkmast TGM 32 fährt die Feuerwehr Großwallstadt in die Nachbarorte, in den Landkreis Miltenberg und Aschaffenburg, sowie in das benachbarte Hessen.

## Persönlichkeiten
- Hiltrudis Schnabel (1900–1984), Ordensschwester, Generaloberin der Kongregation der Schwestern des Erlösers
- Gregor (Ludwig) Giegerich (1913–1950), Missionsbenediktiner, Märtyrer von Tokwon[11]
- Norbert Geis (* 1939), Politiker (CSU)
- Josef Karrer (* 1939), Handballspieler, Weltmeister 1966
- Manfred Hofmann (* 1948), ehemaliger deutscher Handballtorwart der Weltklasse
- Siegfried Roch (* 1959), ehemaliger deutscher Handballtorwart, Deutscher Meister, Europameister und Olympia-Silbermedaillengewinner Los Angeles 1984
- Isabell Roch (* 1990), BL-Handballtorhüterin, Deutsche Meisterin, Deutsche Nationaltorhüterin